# ریاتاماک
ریاتاماک (انگلیسی: Ryatamak) یک شهرک در شهرستان یرمکیفسکی استان باشقیرستان کشور روسیه است.